# Auditoría de la deuda pública
Auditoría de la deuda pública hace referencia a la demanda de una serie de movimientos sociales y partidos políticos que piden una auditoría ciudadana de la deuda pública para identificar (si existe) la parte correspondiente a una deuda ilegítima con el fin de renunciar a su pago.

## Proceso
La auditoría de la deuda pública de un país consiste en el estudio de:
- Contexto histórico y social
- Quién contrajo los créditos
- Quiénes fueron los acreedores y su comportamiento
- El destino de los recursos
- Las disposiciones del contrato
- Evolución de las tasas de interés
- Porcentaje de presupuesto público y del PIB dedicado al pago de la deuda; políticas de privatización realizadas
- Relación entre la deuda y la distribución de la riqueza, entre otros aspectos[1]

## España
La auditoría de la deuda pública de España es reclamada por organizaciones vinculadas al 15M como la PACD, o partidos políticos como Equo Compromís o Podemos.